# آشپزی تایوانی

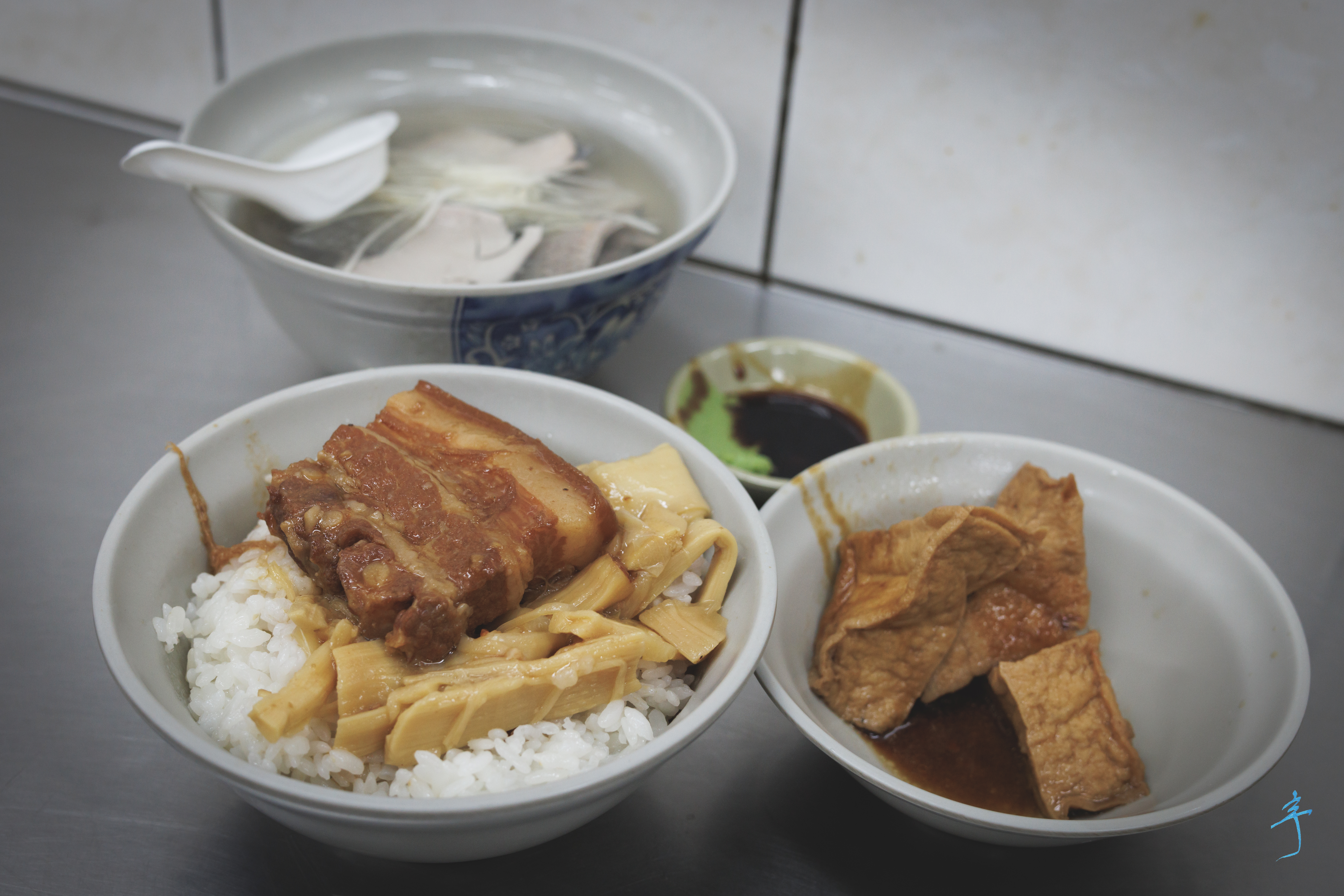
سوپ تایوانی khong bah png، توفو و پوست ماهی شیر

آشپزی تایوانی سبک غذایی محبوب با چندین تنوع از جمله چینی و مردم بومی تایوان است. با بیش از یکصد سال تحول تاریخی، آشپزی فوجیان جنوبی عمیقاً بر این سبک تأثیر گذاشته است اما تحت تأثیر آشپزیهای هاکا، چینی‌های مهاجر و آشپزی ژاپنی نیز بوده است.
غذاهای تایوان به تاریخ استعمار آن گره خورده است و سیاست مدرن توصیف غذاهای تایوانی را دشوار می‌کند. با توسعه اقتصادی تایوان، غذا خوری‌های خوب به‌طور فزاینده ای محبوب شدند. غذاهای تایوانی دارای تنوع منطقه ای قابل توجهی هستند.
بازارهای شبانه در تایوان بخش مهمی از فرهنگ غذایی را تشکیل می‌دهند. غذاهای گیاهی و وگان بسیار رایج هستند. غذاهای تایوانی در سراسر جهان محبوب‌اند و برخی از آن‌ها مانند بابل‌تی و مرغ سرخ شده تایوانی به پدیده‌های جهانی تبدیل شده‌اند.